# Galax, el cosmonauta
Galax, el cosmonauta fue una serie de historietas creada por el guionista Víctor Mora, con el pseudónimo de V. Alcázar, y el dibujante Fuentes Man para la revista Bravo de Editorial Bruguera en 1968.

## Trayectoria editorial
A la manera franco-belga, Galax, el cosmonauta se componía de aventuras largas divididas en episodios para su publicación seriada:
| Número     | Título                        | Publicación          | Fecha        |
| ---------- | ----------------------------- | -------------------- | ------------ |
| 1          | «¡Amenaza sobre La Tierra!»   | "Bravo" núm. 1 a 8   | 19/02/1968 a |
| Argumento: |                               |                      |              |
| 2          | «¡Enigma en la Luna!»         | "Bravo" núm. 9 a 17  | —            |
| Argumento: |                               |                      |              |
| 3          | «El misterio del "Luna Tres"» | "Bravo" núm. 18 a 25 | —            |
| Argumento: |                               |                      |              |
| 4          | «El planeta de los Marloks»   | —                    | —            |
| Argumento: |                               |                      |              |

## Valoración
Tanto Antonio Martín en 1972 como Antoni Guiral veinticinco años después han valorado de forma muy positiva esta serie.